# Lake MacLeod
Lake MacLeod är en periodisk sjö i Australien. Den ligger i kommunen Carnarvon och delstaten Western Australia, omkring 890 kilometer norr om delstatshuvudstaden Perth.
Omgivningarna runt Lake MacLeod är i huvudsak ett öppet busklandskap. Trakten runt Lake MacLeod är nära nog obefolkad, med mindre än två invånare per kvadratkilometer. Genomsnittlig årsnederbörd är 152 millimeter. Den regnigaste månaden är januari, med i genomsnitt 38 mm nederbörd, och den torraste är oktober, med 1 mm nederbörd.